# Предраг Рајковић
Предраг Рајковић (Неготин, 31. октобар 1995) српски је фудбалски голман који тренутно наступа за Ел Итихад.

## Клупска каријера
Бранио је у млађим категоријама ФК Хајдук Вељка из Неготина одакле је 2009. године дошао у Јагодину.
Свој деби у Суперлиги Србије је имао 9. марта 2013. на мечу са Партизаном. За Јагодину је одиграо укупно 4 суперлигашке утакмице.
У августу 2013. је потписао уговор са Црвеном звездом. Након две сезоне проведене у табору београдских црвено—белих Рајковић се крајем августа 2015. године преселио у редове израелског шампиона Макаби Тел Авив.
После четири сезоне у Израелу, Рајковић је јуна 2019. потписао уговор са француским Ремсом.

## Репрезентација
Рајковић је прошао све млађе селекције репрезентације Србије. 
Са репрезентацијом до 19 година је освојио Европско првенство у Литванији 2013. године. На целом првенству је бранио сјајно а посебно се истакао у полуфиналној утакмици против Португала када је у пенал серији одбранио два пенала.
Са репрезентацијом Србије до 20 године постао је првак света на првенству на Новом Зеланду 2015. године.
За сениорску репрезентацију је дебитовао 14. августа 2013. на пријатељском мечу са Колумбијом.

## Статистика

### Клупска
Ажурирано 22. априла 2021.
| Клуб            | Сезона   | Лига                  | Лига    | Лига   | Национални куп | Национални куп | Лига куп | Лига куп | Европа  | Европа | Остало  | Остало | Укупно  | Укупно |
| Клуб            | Сезона   | Дивизија              | Наступа | Голова | Наступа        | Голова         | Наступа  | Голова   | Наступа | Голова | Наступа | Голова | Наступа | Голова |
| --------------- | -------- | --------------------- | ------- | ------ | -------------- | -------------- | -------- | -------- | ------- | ------ | ------- | ------ | ------- | ------ |
|                 |          |                       |         |        |                |                |          |          |         |        |         |        |         |        |
| Јагодина        | 2011/12. | Суперлига Србије      | 0       | 0      | —              | —              | —        | —        | —       | —      | —       | —      | 0       | 0      |
| Јагодина        | 2012/13. | Суперлига Србије      | 2       | 0      | 0              | 0              | —        | —        | 0       | 0      | —       | —      | 2       | 0      |
| Јагодина        | 2013/14. | Суперлига Србије      | 2       | 0      | —              | —              | —        | —        | 0       | 0      | —       | —      | 2       | 0      |
| Јагодина        | Укупно   | Укупно                | 4       | 0      | 0              | 0              | —        | —        | 0       | 0      | —       | —      | 4       | 0      |
|                 |          |                       |         |        |                |                |          |          |         |        |         |        |         |        |
| Црвена звезда   | 2013/14. | Суперлига Србије      | 1       | 0      | 0              | 0              | —        | —        | —       | —      | —       | —      | 1       | 0      |
| Црвена звезда   | 2014/15. | Суперлига Србије      | 28      | 0      | 0              | 0              | —        | —        | —       | —      | —       | —      | 28      | 0      |
| Црвена звезда   | 2015/16. | Суперлига Србије      | 6       | 0      | —              | —              | —        | —        | 2       | 0      | —       | —      | 8       | 0      |
| Црвена звезда   | Укупно   | Укупно                | 35      | 0      | 0              | 0              | —        | —        | 2       | 0      | —       | —      | 37      | 0      |
|                 |          |                       |         |        |                |                |          |          |         |        |         |        |         |        |
| Макаби Тел Авив | 2015/16. | Премијер лига Израела | 34      | 0      | 3              | 0              | 0        | 0        | 6       | 0      | —       | —      | 43      | 0      |
| Макаби Тел Авив | 2016/17. | Премијер лига Израела | 35      | 0      | 6              | 0              | 2        | 0        | 14      | 0      | —       | —      | 57      | 0      |
| Макаби Тел Авив | 2017/18. | Премијер лига Израела | 36      | 0      | 1              | 0              | 5        | 0        | 14      | 0      | —       | —      | 56      | 0      |
| Макаби Тел Авив | 2018/19. | Премијер лига Израела | 31      | 0      | 4              | 0              | 3        | 0        | 8       | 0      | —       | —      | 46      | 0      |
| Макаби Тел Авив | Укупно   | Укупно                | 136     | 0      | 14             | 0              | 10       | 0        | 42      | 0      | —       | —      | 202     | 0      |
|                 |          |                       |         |        |                |                |          |          |         |        |         |        |         |        |
| Ремс            | 2019/20. | Прва лига Француске   | 27      | 0      | 0              | 0              | 3        | 0        | 0       | 0      | —       | —      | 30      | 0      |
| Ремс            | 2020/21. | Прва лига Француске   | 37      | 0      | 0              | 0              | 0        | 0        | 2       | 0      | —       | —      | 39      | 0      |
| Ремс            | 2021/22. | 37                    | 0       | 0      | 0              | 0              | 0        | 0        | 0       | —      | —       | 37     | 0       |        |
| Укупно          | Укупно   | 101                   | 0       | 0      | 0              | 3              | 0        | 2        | 0       | —      | —       | 106    | 0       |        |
|                 |          |                       |         |        |                |                |          |          |         |        |         |        |         |        |
| Каријера        | Каријера | Каријера              | 276     | 0      | 14             | 0              | 13       | 0        | 46      | 0      | —       | —      | 349     | 0      |
|                 |          |                       |         |        |                |                |          |          |         |        |         |        |         |        |

### Репрезентативна
Ажурирано 14. новембра 2021.
| Србија | Србија  | Србија |
| Године | Наступа | Голова |
| ------ | ------- | ------ |
| 2013.  | 1       | 0      |
| 2014.  | 0       | 0      |
| 2015.  | 1       | 0      |
| 2016.  | 3       | 0      |
| 2017.  | 2       | 0      |
| 2018.  | 4       | 0      |
| 2019.  | 2       | 0      |
| 2020.  | 5       | 0      |
| 2021.  | 8       | 0      |
| 2022.  | 2       | 0      |
| Укупно | 28      | 0      |

## Трофеји и признања

### Клупски
Јагодина
- Куп Србије (1) : 2013.

Црвена звезда
- Првенство Србије (1) : 2013/14.

Макаби Тел Авив
- Тото куп (1) : 2017/18.
- Првенство Израела (1) : 2018/19.

### Репрезентативни
Србија до 19 година
- Европско првенство У19 (1) :  2013.

Србија до 20 година
- Светско првенство У20 (1) :  2015.

### Индивидуални
- Европско првенство до 19 година – идеални тим турнира (1): 2013.
- Најбољи млади спортиста Србије у избору листа „Спорт” (1): 2013
- Светско првенство до 20 година – најбољи голман турнира (1): 2015